# غليكوسيد

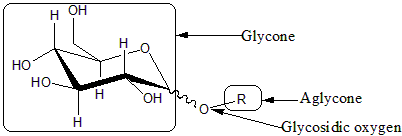

في الكيمياء، الغليكوسيدات (بالإنجليزية: glycosides)‏ هي مجموعة من المركبات العضوية ترتبط فيه مجموعة سكرية مع زمرة أخرى عن طريق رابطة غليكوزيدية-أكسجينية (بالإنجليزية: O-glycosidic bond)‏ أو رابطة غليكوزيدية-كبريتية (بالإنجليزية: S-glycosidic bond)‏، في الحالة الأخيرة يمكن أن نطلق على الغليكوزيدات اسم «تيوغليكوزيدات» (بالإنجليزية: thioglycosides)‏ أو غليكوزيدات كبريتية. تلعب الغليكوزيدات دورا أساسيا في الأحياء، كما تستخدم العديد من الغليكوزيدات النباتية كأدوية طبية.
التعريف السابق هو التعريف المصرح به من قبل الاتحاد الدولي للكيمياء البحتة والتطبيقية. لكن بالمقابل العديد من المؤلفين يشترطون أن يكون جزيء السكر مرتبطا مع جزء لا-سكري لكي يميزوا المركب على أنه غليكوزيد، بهذا فإن عديدات السكاريد (بالإنجليزية: polysaccharide)‏ تستثنى من الغليكوزيدات. ووفق هذا الاصطلاح يدعى الجزء السكري «غليكون» (بالإنجليزية: glycone)‏ أما الجزء اللاسكري فيدعى «أغليكون» (بالإنجليزية: aglycone)‏ أو الجزء الأساسي «جينين» (بالإنجليزية: genin)‏ من الغليكوزيد.
الغليكون يمكن أن يتكون من مجموعة سكرية وحيدة (أحادي سكاريد (بالإنجليزية: monosaccharide)‏) أو عدة مجموعات سكرية متعدد السكاريد (بالإنجليزية: oligosaccharide)‏.

## كيمياء المركبات الثانوية
يقسم الكيميائيون المركبات الثانوية إلى خمس مجموعات أساسية لكنها لا تخلو من التداخل فيما بينها:
1. غلوكوزيدات
2. فينولات
3. كينونات
4. ايزوبرينوئيدات
5. قلويات

1. الغلوكوزيدات (بالإنجليزية: glucosides)‏:
وهي مركبات مشكلة من جزيء فعال يسمى أجليكون (بالإنجليزية: Aglycone)‏ وجزء آخر سكري، ويمكن الفصل بينهما بطرق انزيماتية أو بكشفها لوسط حامضي. باستثناء الغلوكوزيدات القلبية فأن الاجليكون يصبح فعالاً بعد انفصاله عن المجموعة السكرية. رغم أن «الأجليكون» متغير إلا أنه غالباً ما يكون مشتركاً في العائلة النباتية الواحدة. فمثلاً في العائلة الوردية هو سيانوفورم وفي العائلة الصليبية هو كبريت. نماذج بارزة لأدوية جليكوزيدية: ديجوكسين.
خلين:
الخلين، مادة جليكوزيدية مصدرها نبتة الخلة – التي تنمو برياً في بلادنا وهي أساس لدواء حديث ينتمي لمجموعة الأدوية المقاومة للحساسية. يذكر أنه تم أيضاً استخراج البسورالين من «الخلة» حيث تستخدم لمعالجة مرض الصدفية الجلدي. هذه النبتة كانت قد عرفت في تراثنا العربي الإسلامي من قبل وتم استخدامها لنفس الأهداف، أي لمعالجة الأمراض الجلدية وأمراض الجهاز التنفسي مما يؤكد أهمية الاعتماد على التراث لتطوير أدوية حديثة. تعمل مواد الخلين، فزناجين، وخلول جليكوسيد على إزالة تقلصات عضلات الحالب الملساء وتوسيع الحالب مما يساعد على تخفيف حدة المغص الكلوي وطرد الحصوات الصغيرة وكذلك تساعد الجليكوزيدات والمواد التربينية على زيادة إدرار البول وذلك عن طريق زيادة تدفق الدم إلى الكلى وكذلك تساعد المواد التربينية الموجودة في هذه الخلاصة على تفتيت بعض أنواع الحصوات الهشة الصغيرة وذلك بتحول جلوكوبورنيدات التي تتفاعل مع الكالسيوم المكون الرئيسي للحصوات مما يؤدي إلى إذابة الكالسيوم.
تضم الجليكوزيدات ثلاث مجموعات أساسية وهي:
1. الصابونيات:

فيها «الأجليكون» هو ستيروئيد أو تريتربنوئيد. طعمها مر وباختلاطها بالماء تشكل فقاعات صابونية وهي قادرة على إذابة أغشية خلايا كريات الدم، لذا يحظر حقنها مباشرة لمجرى الدم.
الخواص الفيزيولوجية للصابونيات:
عند استخدامها بتراكيز منخفضة فهي جيدة لقطع البلغم، ولكنها تؤدي إلى التقيؤ حين تؤخذ بتركيز عال. هناك صابونيات مدرة للبول، مقاومة للالتهاب وغيرها تؤثر على انقباض واتساع الاوعية الدموية، لكن الاستخدام الأكثر هو لمقاومة الجراثيم والفطريات (معقمة)، لذا فهي مستخدمة لمقاومة أمراض القصبة التنفسية، أمراض الجلد والمسالك البولية. هناك كثير من النباتات الغنية بالصابونيات مثل: حبة البركة، عصا الراعي، عرق الحلاوة وعرق السوس.
1. جليكوزيدات قلبية:

فيها «الاجليكون» هو ستيروئيد، وخواصها الكيميائية مشابهة للصابونيات، لكنها تستخدم لعلاج مشاكل القلب وبالذات في حالة الفشل القلبي، وذلك لكونها تقوي الضغط الانقباضي دون الحاجة لرفع استهلاك الأكسجين، مما يعني إبطاء القلب وتقوية انقباضه. هذه الخواص الفيزيولوجية تم اكتشافها منذ القدم بحيث تمكنت قبائل أفريقية وأمازونية من استخلاص هذه المواد لتسميم سهامها في القتال والغزوات.
أهم النباتات الغنية بالجليكوزيدات القلبية هي نبتة الديجيتال التي استخلص منها الأدوية المعروفة:.ديجوكسين, جيتوكسين, ديجيتوكسين.
يذكر أن شجرة الدفلى المعروفة في بلادنا غنية هي الأخرى بهذه المواد، ومنها تم فصل مركب ال- Oleandrin.
1. جليكوزيدات دهن الخردل:

فيها «الاجليكون» متعدد ومتغير مثل (بالإنجليزية: Thiocyanate Nitriles)‏، وإليها ينسب الطعم الخاص بالفجل والخردل واللفت. دهن الخردل معقم وقاطع للبلغم لذا يستخدم لمعالجة أمراض القصبة الهوائية، لكنه مهيج للجلد ومن هنا لا ينصح باستخدامه عليه مباشرة.

## اقرأ أيضا
- فلافون
- فيتوكيميكال
- غليكوزيد سنامكي